# Monte Brè
Pour les articles homonymes, voir Bre.
Le Monte Brè est un sommet des Alpes situé à l'est de Lugano, en Suisse.
Depuis 1912, un funiculaire permet de rejoindre le Monte Brè depuis Cassarate (en).